# مابل بيركهولدر
مابل بيركهولدر هي كاتبة مسرحية وكاتِبة ومؤرخة وشاعرة كندية، ولدت في 1881 في هاميلتون في كندا، وتوفيت في 1973.